# 그릴

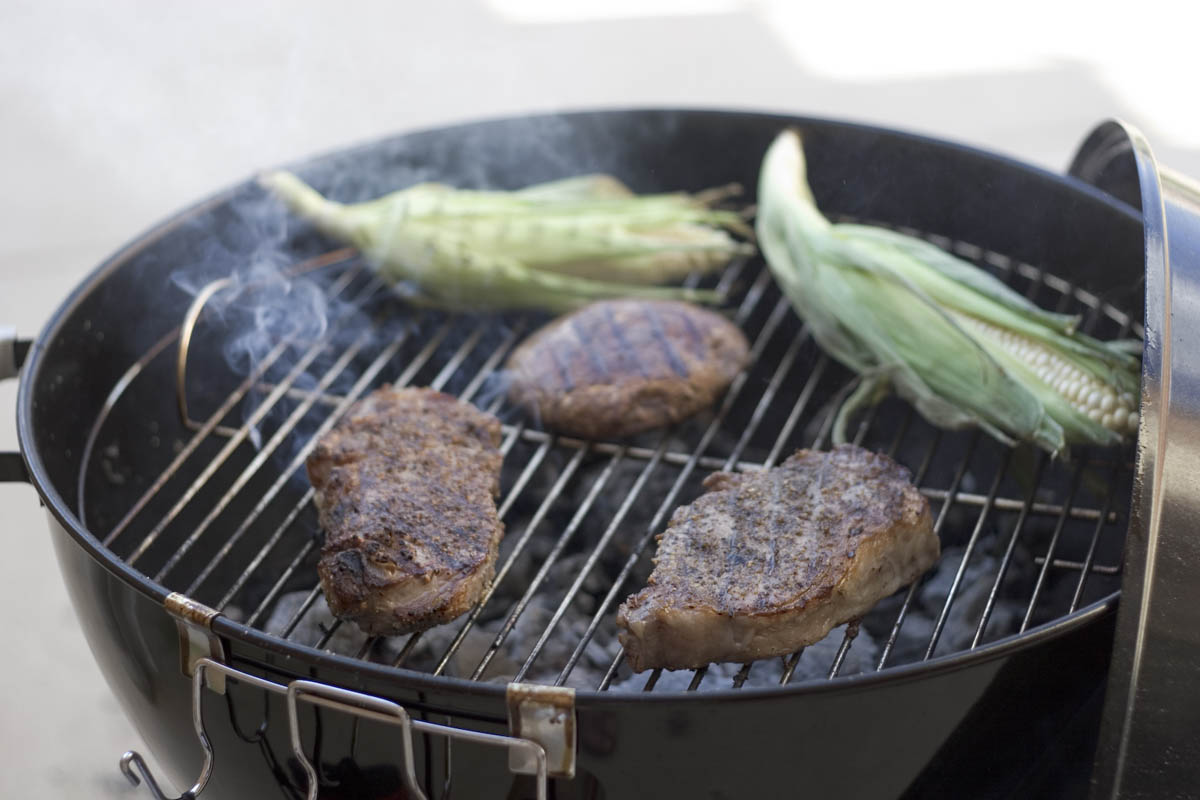
그릴

그릴(영어: barbecue grill)은 열을 이용해 고기 등을 구워 요리할 때 사용하는 도구이며, 주로 바비큐, 삼겹살 등을 구울 때 사용된다. 열을 내기 위한 열원으로는 주로 연료 가스 또는 숯, 전기 등을 사용한다.

## 같이 보기
- 아사도
- 바비큐
- 구이판